# ミハエラ・メリンテ
ミハエラ・メリンテ(Mihaela Melinte、1975年3月27日‐)は、ルーマニアの陸上競技選手で、女子ハンマー投の元世界記録保持者である。オリガ・クゼンコワ(ロシア)とともに女子ハンマー投の黎明期に活躍した。
1995年、国際陸上競技連盟によって、女子ハンマー投は正式種目として認められた。それ以来メリンテは第一人者として数々の大会で優勝を重ねていった。正式種目となって初の世界選手権となる1999年世界選手権では、75.20mの好記録で優勝した。さらに大会直後の8月29日には、76.07mの世界記録を樹立。これは、2005年にタチアナ・ルイセンコ(ロシア)が77.06mを記録するまで約6年間保持した。シドニーオリンピック直前の検査でナンドロロンの陽性反応が出たことにより、オリンピックには出場できなかった。

## 主な成績
| 年   | 大会                               | 場所                           | 種目       | 結果 | 記録   |
| ---- | ---------------------------------- | ------------------------------ | ---------- | ---- | ------ |
| 1997 | ユニバーシアード                   | シチリア(イタリア)             | ハンマー投 | 1位  | 69.84m |
| 1998 | ヨーロッパ選手権                   | ブダペスト(ハンガリー)         | ハンマー投 | 1位  | 71.17m |
| 1999 | ユニバーシアード                   | パルマ・デ・マヨルカ(スペイン) | ハンマー投 | 1位  | 74.24m |
| 1999 | 世界選手権                         | セビリア(スペイン)             | ハンマー投 | 1位  | 75.20m |
| 2003 | 世界選手権                         | パリ(フランス)                 | ハンマー投 | 6位  | 68.69m |
| 2003 | IAAFワールドアスレチックファイナル | ソンバトヘイ(ハンガリー)       | ハンマー投 | 3位  | 69.27m |
| 2005 | 世界選手権                         | ヘルシンキ(フィンランド)       | ハンマー投 | 11位 | 64.31m |

## 記録
- ハンマー投 － 76.07m (1999年8月29日)